# Кавказская кампания Крымской войны

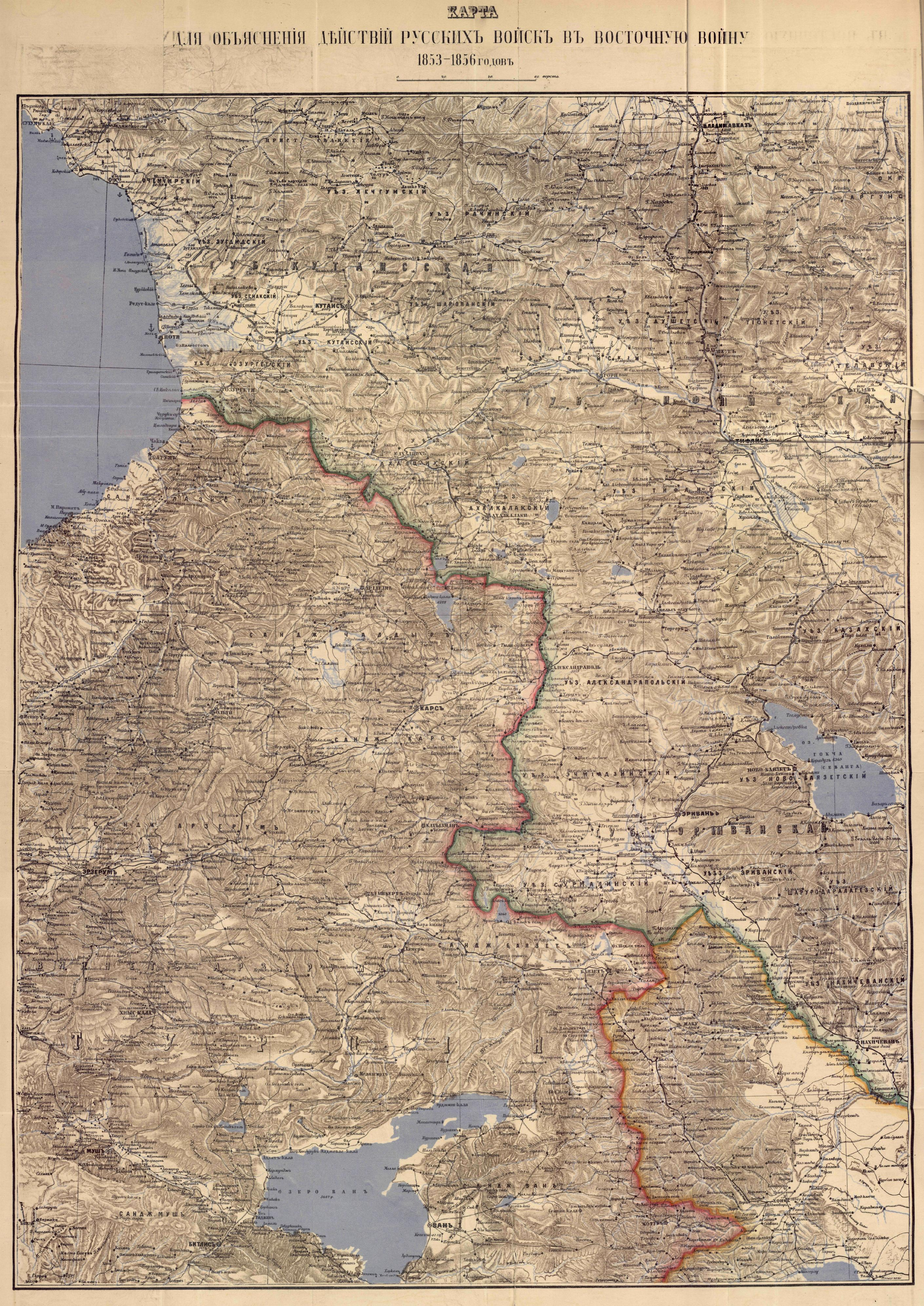
Карта Кавказского театра военных действий

Кавказская кампания Крымской войны — боевые действия русской армии против Османской империи и её европейских союзников на Кавказе во время Крымской войны.

## Театры

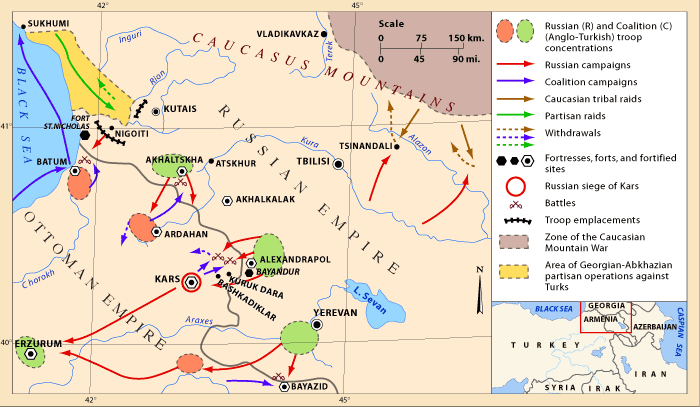
Карта военных действий

Кампания разворачивалась по всей восточной акватории Чёрного моря и в прилегающих к ней районах побережья.
Говоря о самом разгаре боевых действий в 1855 году, генерал-адъютант H. H. Муравьёв выделял три отдельных театра кампании:
В 1855 год. Восточная война приняла размеры более обширные. Удвоив свои усилия против Севастополя, союзники обратили свое внимание и к стороне Кавказа, где военные действия явились на трех отдельных театрах: в Малой Азии, Мингрелии и близь устьев Кубаря, — совершенно отделенных друг от друга местными препятствиями.
Южная часть театра боевых действий обычно уточняется в русских документах как кампания в Закавказье или в Малой Азии. Его северная часть одновременно являлась западной частью театра боевых действий вялотекущей Кавказской войны, начавшейся ранее Крымской войны и закончившейся позже её. В документах союзников северный театр Кавказской кампании называется «Черкесией», в русских документах — «Черноморией».

## Кампания 1853 года
Действия на кавказско-турецкой границе открылись неожиданно для кавказского наместника, князя Воронцова. Тайны кабинетов были скрыты так глубоко, что он не верил в возможность разрыва; поэтому весной 1853 года из значительной Кавказской армии за Кавказом, в гарнизонах Ахалциха, Ахалкалаки, Александрополя и Эривани, находилось всего 19½ батальонов, дивизион нижегородских драгун и немного иррегулярной конницы; турки же успели в конце августа собрать сильную 100-тысячную армию под начальством Абди-паши и упредить русских открытием военных действий; кроме того, за них было всё враждебное население Кавказа, возбуждённое заграничными эмиссарами.
Осенью, когда разрыв с Османской империей явился неизбежным, посланы были подкрепления с Северного Кавказа, а в середине октября морем перевезена была в Грузию 13-я пехотная дивизия (16 тыс.) и сформировано 10-тысячное армяно-грузинское ополчение, что позволило сосредоточить 30 тыс. войск под командованием генерал-лейтенанта князя Бебутова. Однако война ещё не была объявлена, и положение было весьма неопределённое.
В ночь на 16 (28) октября многочисленное полчище турок напало на пост св. Николая (замыкавший дорогу от Батума, по берегу Чёрного моря), где находилось всего 300 человек с двумя орудиями, и овладело их фортом, понеся при этом большие потери.

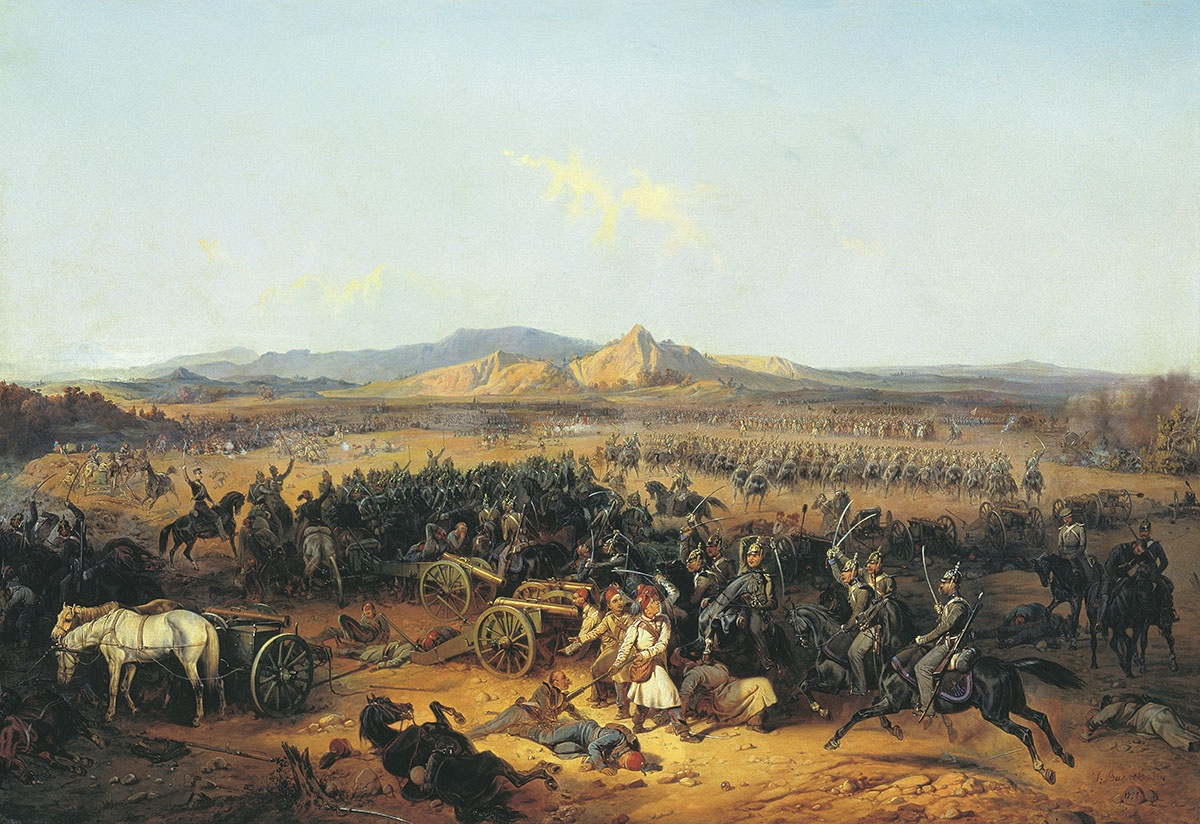
Разгром турецких войск у Башкадыклара

В это время главные силы турецкой Анатолийской армии (до 40 тыс.) под начальством Абди-паши сосредоточивались у Карса. В конце октября они подошли к деревне Баш-Шурагель, в 15 верстах от Александрополя.
С российской стороны под начальством князя И. Д. Орбелиани для разведки был выслан отряд в 6 тыс. человек, который 2 (14) ноября при Баяндуре ввязался в бой с турецкой армией (30 тыс.) и избегнул полного поражения только благодаря быстрому прибытию князя В. О. Бебутова с 3 батальонами, 6 эскадронами и 12 орудиями. Этот бой, в котором российская армия потеряла до 800 человек, произвёл неблагоприятное для России впечатление среди пограничных обывателей.
Война фактически началась, а между тем Россия ещё далеко не была готова. Только 6 (18) ноября получен был Высочайший манифест о разрыве с Турцией, и вскоре после этого войска приготовились к наступлению, которое было назначено на 14 (26) ноября и должно было вестись по правому берегу Арпачая, дабы, угрожая сообщению турок с Карсом, принудить их к сражению.
12 (24) ноября последовал бой под Ахалцихом, где русские войска в числе 7 тыс. человек, под начальством князя Андроникова, разбили 18-тысячный турецкий корпус Али-паши, пытавшийся через Боржомское ущелье прорваться к Тифлису; а 19 ноября (1 декабря) князь Бебутов наголову разбил главную турецкую армию под Башкадыкларом, несмотря на то, что был более чем втрое слабее противника, занимавшего к тому же отличную позицию. Турки понесли тут урон более чем в 6 тыс., и последствия этой победы, по своему нравственному влиянию, были громадны. Теперь русские могли спокойно провести зимний период, тем более что суровое время года и недостаток продовольствия окончательно расстроили Анатолийскую армию.

## Кампания 1854 года

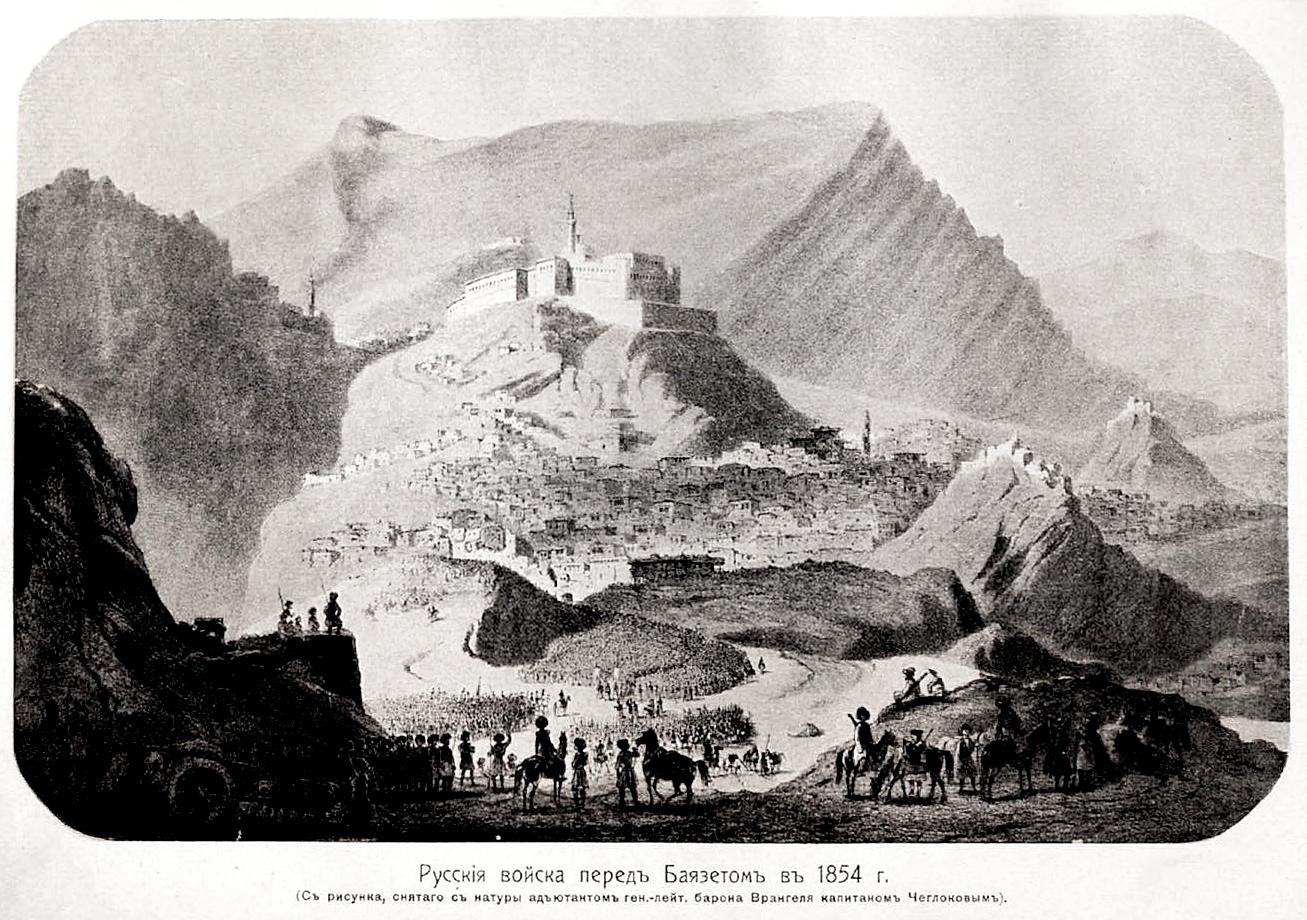
Русские войска перед Баязетом, 1854 год

После блестящих побед предшествовавшего года император Николай полагал уместным перейти немедленно в энергичное наступление и овладеть Батумом, Ардаганом, Карсом и Баязетом; но князь Воронцов (мнение которого поддерживал и князь Паскевич) указывал на сравнительную малочисленность российских войск, недостаток офицеров, боевых припасов, суровое время года, и находил необходимым отложить действия до весны.
Турецкие войска между тем тоже устроились и получили подкрепления. Военные действия открылись с их стороны в конце мая движением 12-тысячного отряда Хассан-бея в Гурию. Встреченные и наголову разбитые при Нигоети малочисленным отрядом подполковника князя Эристова, турки, потеряв своего начальника, бежали в Озургеты, а затем, усилившись до 34 тысяч, заняли крепкую позицию за рекой Чолоки (Чолок). Здесь они 4 (16) июня были атакованы командовавшим русскими войсками в Гурии князем Андрониковым и снова потерпели совершенное поражение.
Не менее успешными были действия так называемого эриванского отряда, предводимого генерал-лейтенантом бароном Врангелем, против турецкого корпуса Селим-паши, стоявшего под Баязетом. 17 (29) июля барон Врангель разбил турок на Чингильских высотах и затем вступил в Баязет. Эта победа сильно повлияла на дикие курдские племена.

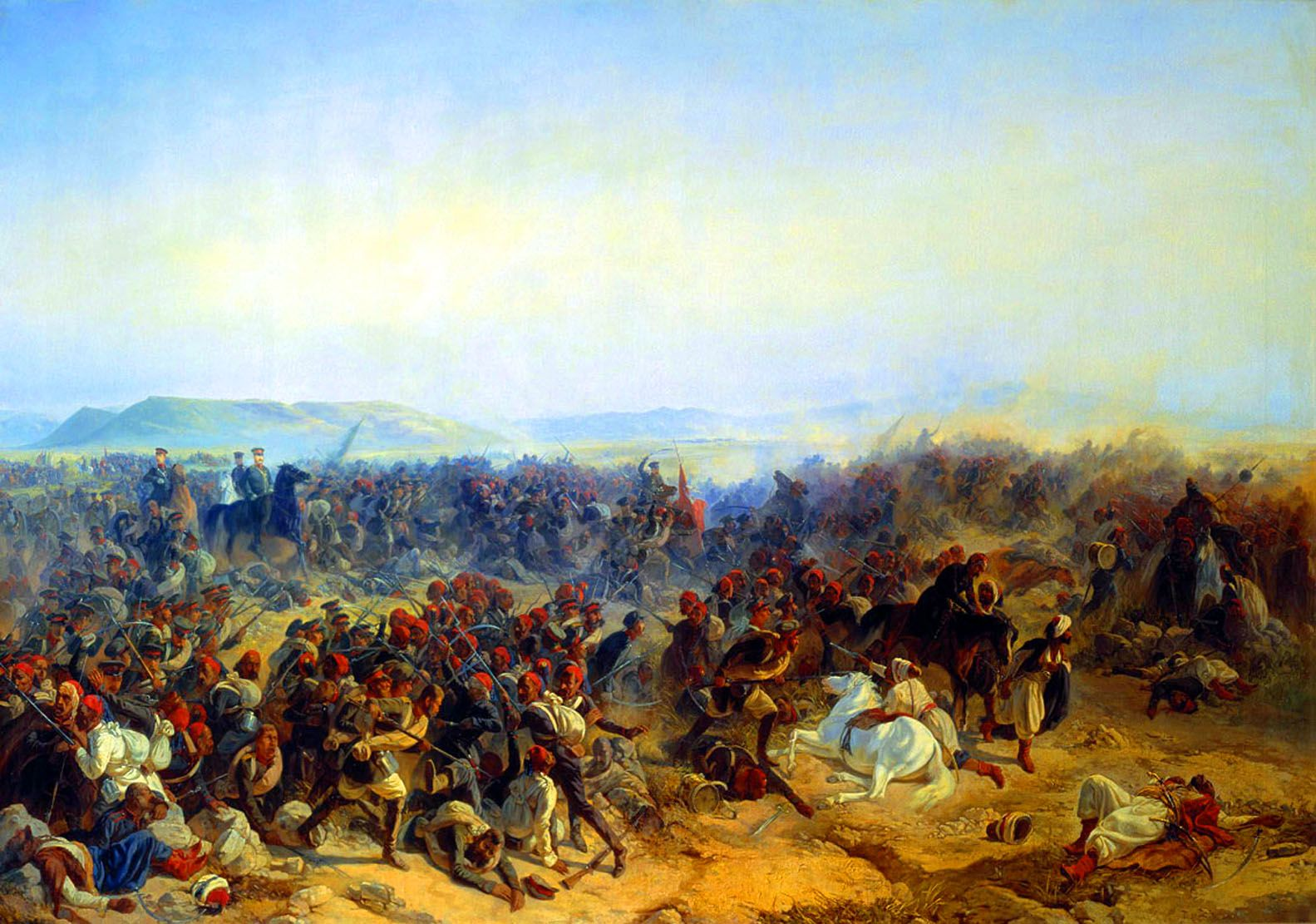
Разгром турецких войск у Курюк-Даре

Александропольский корпус, которым по-прежнему командовал князь Бебутов, долго не предпринимал наступательных действий, — главным образом по неимению средств приступить к осаде крепости Карс, в последнее время значительно усиленной. Только к 20 июня (2 июля) князь Бебутов подошёл к селу Кюрюк-Дара, выжидая, чтобы неприятель вышел из Карса и принял бой в открытом поле. Здесь ему пришлось оставаться ещё около месяца, пока турки сами не решились атаковать его. 24 июля (5 августа) произошёл упорный бой при Кюрюк-Дара, где 18 тыс. русских разбили 60-тысячную турецкую армию. Однако, принимая во внимание, что Анатолийская армия всё ещё имела численность до 40 тыс. и могла дать сильный отпор под стенами Карса, князь Бебутов не счёл возможным идти к этой крепости, но остался в наблюдательном положении, тем более, что им получены были известия о высадке у Батума значительных неприятельских сил, которые могли направиться на его сообщения. Вследствие этого он 4 (16) августа отошёл на реку Карс-чай, а в конце ноября, с наступлением стужи — к Александрополю.
К этому времени и все остальные русские отряды, действовавшие на кавказско-турецкой границе, отошли в свои пределы и расположились по квартирам.
Одним из эпизодов кампании 1854 года на Кавказе было упразднение на её северном театре так называемой Черноморской береговой линии, укреплениям которой грозила сильнейшая опасность при появлении на Чёрном море союзного флота. В феврале — марте гарнизоны укреплений были эвакуированы, а сами они взорваны. Удерживать положено было только Анапу, Новороссийск, Геленджик и Сухум-Кале.

## Кампания 1855 года

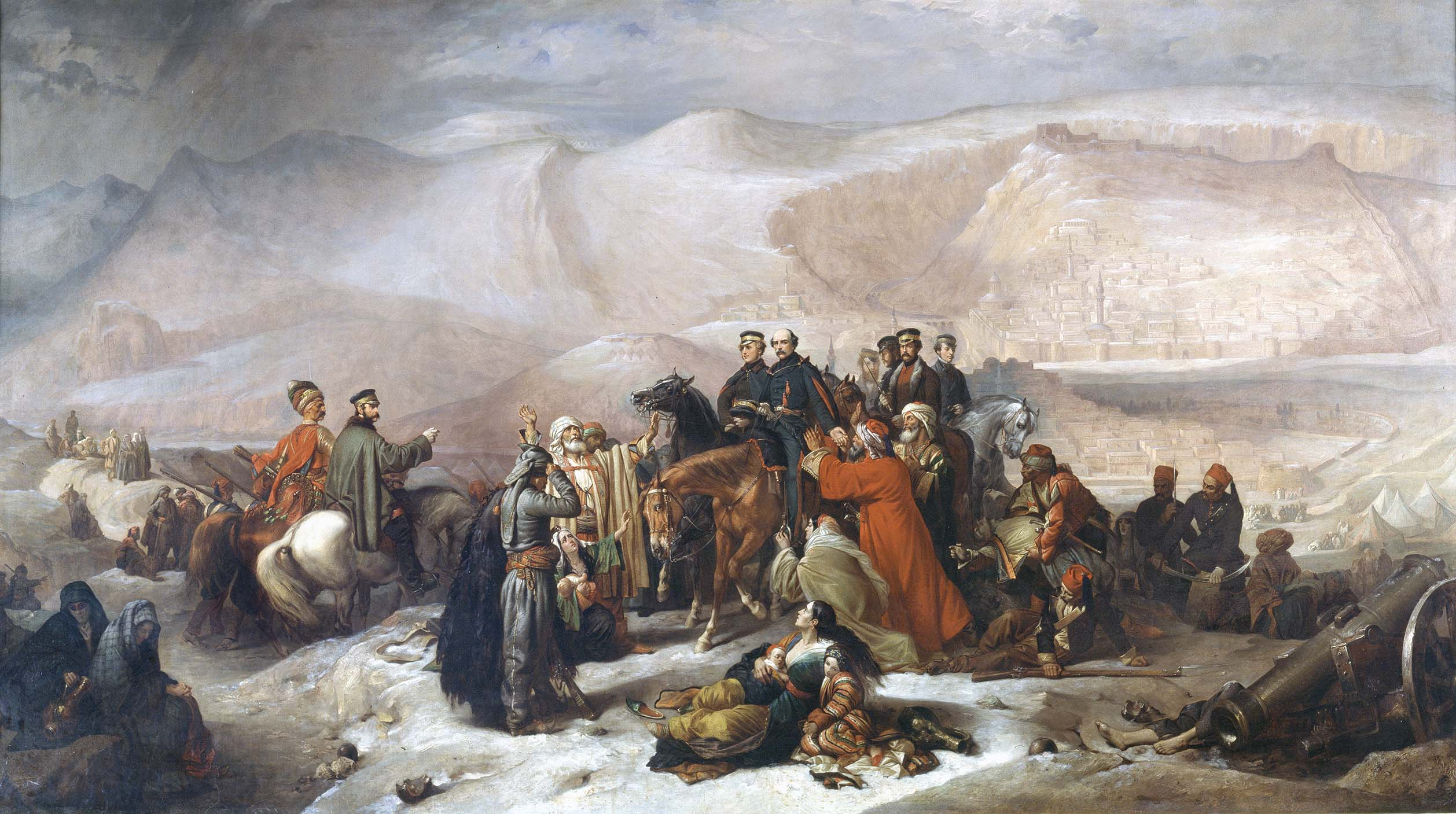
Капитуляция турецких войск в Карсе

Несмотря на победы, одержанные в 1853, положение русских на Кавказе было затруднительно; турки, побуждаемые союзниками, делали значительные приготовления к новому походу, а Шамиль — глава непокорных горцев — угрожал вторжением в Грузию и таким образом заставлял держать часть войск наготове для его отражения.

### Бомбардировка Новороссийска
28 февраля (12 марта) и 1 (13) марта англо-французская эскадра (2 фрегата, 1 бриг, 1 шхуна, 1 канонерская лодка, всего 67 орудий) бомбардировала Новороссийск. В крепости пострадали госпиталь, арсенал и ряд других строений. 2 (14) марта в Новороссийск из Анапы прибыло подкрепление (5 рот пехоты, 4 сотни казаков, анапский полуэскадрон), после чего англо-французская эскадра отступила.

### Взаимодействие союзников с закубанскими горцами
В конце мая — начале июня, после того как англо-французский десант 12—13 (24—25) мая занял Керчь, гарнизоны Новороссийска, Геленджика и Анапы после демонтажа укреплений были эвакуированы.
После того как Анапа была покинута русскими войсками, в неё вошёл горский князь Сефер-бей с отрядом и вслед за ним отряд турок численностью в 8 тысяч человек под командой Мустафа-паши.
Занятие Анапы турками сопровождалось довольно серьезными трениями между Мустафа-пашой и контр-адмиралом  Стюартом, командиром союзной эскадры, вскоре подошедшей к Анапе. Английский адмирал потребовал, чтобы Анапа была превращена в базу союзных войск и в ней была допущена свободная торговля англичан с горцами. Свои требования он обосновывал тем, что «русские оставили Анапу по причине угрожавшей им опасности со стороны союзного флота». На это Мустафа-паша ответил, что так как Цемесская бухта и Анапа всегда принадлежали Турции, то без разрешения султана он эти требования выполнить не может. Точно так же он категорически отказался пропустить группу английских офицеров из Анапы к назначенному Шамилём наибу Магомед-Амину, находившемуся у абадзехов.
Летом 1855 года в Анапу приезжали турецкие, английские и французские офицеры, пытавшиеся склонить горцев Сефер-бея и Мухаммед-Амина к совместным действиям против русских войск, но до конца лета не добились успеха.

### Осада и взятие Карса
Тем временем генерал-адъютант H. H. Муравьёв, назначенный в конце 1854 на место князя Воронцова, усилив по возможности вверенные ему войска, в конце мая двинулся к Карсу, направив особый отряд генерал-майора Суслова против турецкого корпуса Вели-паши, расположенного у Сурб-Оганеса.
Подойдя к Карсу (где в это время всем распоряжался англичанин Уильямс), Муравьёв посредством разъездов конных отрядов с артиллерией прекратил сношения крепости с внешним миром и сделал невозможным доставку в неё запасов. Несмотря на требование Государя, «чтобы наступательные действия были направлены к скорейшему достижению решительных успехов», главнокомандующий решился штурмовать крепость лишь тогда, когда получены были известия о высадке корпуса Омер-паши (35—40 тыс.) в Батуме с целью идти на выручку Карса.
Штурм 17 (29) сентября был отбит, несмотря на геройские усилия русских войск, потерявших при этом до 6,5 тыс. человек.
Муравьёв после отражения штурма не снял блокады, как на то надеялись защитники Карса, а напротив стал делать все приготовления для зимней стоянки у крепости, где, вследствие недостатка продовольствия, положение турок становилось невыносимым. 16 (28) ноября Карс сдался, а с его падением исчезла и турецкая Анатолийская армия.
Армянское население оказывало всевозможную поддержку Русской армии в ходе всей кампании. Формировались добровольческие отряды, участвовавшие в боевых действиях против турок.

### Поход Омер-паши в Абхазию и Западную Грузию
Между тем Омер-паша, подвинувшись вперед всего на два перехода, вдруг возвратился в Батум и 21 сентября (3 октября) высадился в Сухум-Кале, в Абхазии, владетель которой, князь Михаил Шервашидзе, изменил России. С помощью абхазцев Омер-паша рассчитывал вторгнуться через Мингрелию в Гурию и этим отвлечь Муравьёва от Карса.
25 октября (6 ноября) турки (примерно 20 тыс. человек регулярных войск, 5—8 тыс. башибузуков и 40 орудий), пользуясь превосходством своих сил, атаковали расположенный на реке Ингури отряд князя И. К. Багратиона-Мухранского (18,5 тыс. человек и 28 орудий), который, потеряв около 450 человек, должен был отступить за реку Цхенисцкали, где и остановился, выжидая подкреплений.
29 октября (9 ноября) главные силы Омер-паши сосредоточились в столице Мингрелии — Зугдиди. Авангард его войск 6 (18) ноября прибыл на реку Техури, в это же время с ним соединились и главные силы. Общая численность экспедиционного корпуса в это время достигала 40 тыс. человек. 
Между тем Омер-паша не воспользовался одержанным успехом и медлил; а в это время из-за продолжительных дождей сырая и низменная приингурская страна обратилась в болото, так что дальнейшее наступление сделалось затруднительным. В оккупированных турками Абхазии и Мегрелии разгорелась партизанская война.
21—22 ноября (3—4 декабря) корпус Омер-паши приступил к переправе через реку Техури, чтобы нанести удар по отряду Багратион-Мухранского, стоявшему на реке Цхенисцкали в районе села Абаша. Но проливные дожди, разлив рек, невозможность переправы, отсутствие продовольствия послужили причиной выжидания в течение четырёх дней.
25 ноября (7 декабря) пришло известие о взятии Карса, заставившее турецкого главнокомандующего приостановить свои действия.  Наступление зимы окончательно прекратило их, а в феврале 1856 года Омер-паша со своими войсками, вопреки приказу союзного командования с приходом весны начать наступление вглубь Грузии, оставил большую часть Абхазии и Мегрелии, кроме черноморского побережья, отступил к Сухум-Кале и отплыл в Трапезунд. В мае 1856 года, после подписания Парижского трактата, были эвакуированы последние турецкие гарнизоны на черноморском побережье Абхазии и Мегрелии.

### Боевые действия на Тамани и Кубани
Турция настаивала перед союзниками на переброске из Крыма 25—30 тысяч английских и французских войск на побережье Кавказа. Прорыв кордонной линии и хотя бы временный захват Сефер-беем Екатеринодара могли значительно улучшить положение турецкой армии на азиатском фронте войны.
12 (24) сентября англо-французский десант занял оставленную русским гарнизоном Тамань. Союзники вступили в «упраздненную» крепость Фанагорию (на самом деле «псевдофанагорийскую крепость», выстроенную ещё Суворовым, не путать с выявленным позже памятником археологии в посёлке Сенной) и закрепились в ней. Десант состоял из 6 тысяч пехотинцев и нескольких артиллерийских батарей.
Сражение с высадившимися англо-французскими войсками русское военачалие решило дать на позиции у Темрюка.
Вскоре русскому командованию стали ясны дальнейшие намерения противника. Войдя в контакт с Сефер-беем, англо-французские войска совместно с собранными им силами мутазигов готовились атаковать Темрюк. С этой целью войскам Сефер-бея предстояло переправиться через Кубань у Джигинской батареи и соединиться с союзниками на Таманском полуострове.
Второй отряд под командой сына Сефер-бея Карабатыра выделялся для овладения Варениковским укреплением, находившимся в тылу Темрюкской позиции. Одновременно англо-французский флот должен был начать бомбардировку прибрежных пунктов близ Темрюка и высадить еще один десант в его окрестностях. Падение Темрюка открыло бы неприятельскому флоту вход в устье реки Кубани, после чего союзники могли легко продвинуться вверх по её течению. Под действием огня их артиллерии слабые укрепления кордонной линии должны были пасть, а взятие же хотя бы некоторых из них, как надеялось союзное командование, явилось бы сигналом к общему наступлению закубанских ополчений мутазигов. Овладение ими главным военно-административным центром Черномории — городом Екатеринодаром — после потери Россией Новороссийска и Анапы могло иметь весьма серьёзные последствия. Если бы данный план осуществился, то русскому командованию пришлось бы спешно оттягивать войска на линию Кубани, что сильно затруднило бы их операции в Закавказье.
Одновременно с занятием Фанагории союзники сделали попытку высадить вторую десантную группу в непосредственной близости от Темрюка — у Голубицких хуторов, что западнее устья реки Кубани.
12 (24) сентября десант был отбит ценой полного разрушения этого важного стратегического пункта. Сражение у Голубицких хуторов закончилось полной неудачей для союзного командования. Неоднократно повторявшиеся в течение дня под прикрытием мощного артиллерийского огня попытки высадить десант говорят о том, что англо-французские войска серьёзно стремились закрепиться на побережье у Темрюка.
15 (27) сентября Сефер-бей предпринял попытку переправиться с боем на правый берег реки Кубани. К этому времени его силы состояли из 7 тысяч всадников, собранных стараниями дворян и князей протурецкой ориентации, и отряда турецкой пехоты. Из числа горских всадников 3 тысячи человек он выделил в особый отряд, поручив команду над ним Карабатыру, а остальными и турками занял позицию на левом берегу Кубани, против Джигинской батареи: на возвышенности он установил два артиллерийских орудия и под прикрытием их огня с отрядом пытался переправиться на правый берег.
Сражение продолжалось более двух часов, но Сефер-бей не смог добиться успеха, даже пожертвовав двумя батальонами турецкой пехоты, которые он бросил на штурм русских позиций.
Одновременно войска Карабатыра не смогли овладеть Варениковским укреплением. После отражения последнего приступа 21 сентября (3 октября) Карабатыр отошёл вверх по течению реки Кубани.
По неудачном исходе действий войск Сефер-бея план союзного командования был сорван. Это дало возможность Таманскому отряду перейти в наступление против англо-французского десанта, находившегося в Фанагорийской крепости, где союзные войска выжидали, чем кончится предприятие Сефер-бея, чтобы затем, в случае его успеха, занять Темрюк и создать здесь базу для своих действий.
В течение двух недель, прошедших со времени захвата Фанагории, англо-французы ограничивались тем, что посылали небольшие отряды для поджога хуторов и уничтожения запасов сена. 15 (27) сентября им удалось совершенно сжечь полуразрушенную Тамань. Для борьбы с этими вылазками и в качестве заслона со стороны Темрюка русское командование смогло выделить лишь один отряд пластунов численностью 240 человек. Все остальные войска были сосредоточены на Темрюкской позиции.
К этому времени для союзников уже совершенно стал ясен полный провал попытки Сефер-бея поднять движение закубанских народов против России, к тому же они получили известие о поражении собранных им сил у Джигинской батареи и Варениковского укрепления. После этого им приходилось думать лишь о благополучном выводе своих войск с Таманского полуострова.
Последним крупным военным эпизодом, имевшим место на Кубани в 1855 году, было организованное Сефер-беем нападение отряда мутазигов на Екатеринодар.
Ворвавшись в ночь с 28 на 29 декабря в город, они заняли прилегающие к реке Кубани кварталы, но затем были оттуда выбиты с большими потерями.

## Итог и последствия
В конце февраля 1856 года, прекратив дальнейшие действия в Черкесии/Черномории и Абхазии, англо-франко-турецкие силы отплыли к Трабзону.
Согласно условиям Парижского мирного договора (30 марта 1856 года), вся Черкесия передавалась под власть России. Представитель Великобритании граф Кларендон пытался настоять на положении, чтобы река Кубань была пограничной между владениями Турции и России, но турецкая и французская стороны согласились с мнением российского уполномоченного Филиппа Бруннова, что Адрианопольский договор определил территорию к югу от Кубани в качестве владений России.
В начале июля 1856 года генерал-майор Г.И. Филипсон, командующий правым флангом Кавказской линии, вышел из Варениковского укрепления с целью захвата Анапы. Узнавший об этой экспедиции Сефер-бей покинул крепость, отступив сначала на реку Шебш, а затем в Суджук-кале, где приступил к формированию черкесского посольства (с его сыном Карабатыром во главе) в Стамбуле. Русские войска вступили в Анапу уже 12 июля.
После кровопролитной войны Россия и Турция возвратились на Кавказе к статусу-кво. По ст. III Парижского трактата от 18/30 марта 1856 года, Россия возвращала «город Карс с цитаделью оного, а равно и прочие части оттоманских владений, занимавшихся российскими войсками.» В прочие земли входили Баязет, Ардаган, Кагызман, Олты, и позиции в 5,5 км от Эрзерума. Взамен, по ст. IV, Турция вместе с Англией, Францией и Сардинией возвращали России захваченные в ходе Крымской войны «города и порты: Севастополь, Балаклаву, Камыш, Евпаторию, Керчь-Еникале, Кинбурн, а равно и все прочие места, занятые союзными войсками.» По ст. XI и XIII трактата Чёрное море объявлялось нейтральным и на его берегах запрещалось размещать военно-морские арсеналы. В целом, Россия не смогла укрепиться на Кавказе; это произошло позднее: по исходе Кавказской войны (1817—1864) (восстановление позиций на черноморском побережье Северного Кавказа) и Русско-турецкой войны (1877—1878) (возвращение Карсской области и присоединение Аджарии с Батумом).
При этом союзники, подстрекавшие закубанских горцев на враждебные выступления против России, полностью пожертвовали их интересами в дипломатическом торге на Парижском конгрессе 1856 года (подтвердив условия Адрианопольского договора 1829 года касательно Северного Кавказа). Этот ход европейской дипломатии развязал руки царскому правительству России для повторного закрепления на Черноморском побережье через выселение более 400 тысяч горцев в Турцию в 1863-64 гг.